# الحالة التالية للنشبة
الحالة التالية للنشبة هي حالة من الوعي المتغير التي تعقب النوبة الصرعية. تستمر هذه الحالة عادة لمدة متراوحة بين 5 و30 دقيقة، لكنها قد تطول في بعض الأحيان عند وجود نوبات شديدة أو كبيرة، بالإضافة إلى ترافقها مع النعاس، والتشوش الذهني، والغثيان، وارتفاع ضغط الدم، والصداع أو الصداع النصفي وغيرها من الأعراض المربكة الأخرى.
تمثل فترة النشبة النوبة نفسها؛ إذ تشير الفترة بين النشبات إلى الزمن الممتد بين النوبات، عندما يكون نشاط الدماغ طبيعيًا؛ بينما تشير الفترة السابقة للنشبة إلى الزمن السابق لحدوث النوبة:
- فترة النشبة هي الحالة أو الحدث الفيزيولوجي نفسه مثل النوبة، أو السكتة الدماغية أو الصداع. ينشأ مصطلح إيكتال – أي النشبي – من الكلمة اللاتينية ictus التي تعني صدمة أو ضربة. في تخطيط كهربية الدماغ (إي إي جي)، يُوصف التسجيل خلال النوبة بأنه «نشبي». تشير التعريفات التالية إلى العلاقة الزمنية مع النوبات.[1]
- السابقة للنشبة هي الحالة التي تسبق النوبة الفعلية، أو السكتة الدماغية أو الصداع مباشرة.
- التالية للنشبة هي الحالة التي تلي الحدث الفعلي بفترة وجيزة.
- بين النشبات هي الفترة الممتدة بين النوبات، أو الاختلاجات، التي تميز اضطراب الصرع. بالنسبة إلى غالبية مرضى الصرع، تشكل الحالة بين النشبات ما يزيد عن 99% من حياتهم. غالبًا ما يستخدم علماء الأعصاب الحالة بين النشبات للمساعدة في تشخيص الصرع نظرًا إلى إظهار تخطيط كهربية الدماغ في غالبية الأحيان لارتفاع حسكي بين نشبي صغير إلى جانب بعض الشذوذات التي يعتبرها علماء الأعصاب نوبات تحت سريرية. تمثل إطلاقات تخطيط كهربية الدماغ بين النشبي أشكالًا موجية شاذة غير مرتبطة بأعراض النوبة.

## العلامات والأعراض
يعرّف جيروم إنجل الحالة التالية للنشبة باعتبارها «تظاهرات التغيرات العكوسة المثارة بواسطة النوبة في وظيفة العصبونات دونًا عن بنيتها». بعد حدوث النوبة، يشعر الفرد عادة بالإنهاك الجسدي والنفسي لفترة تصل إلى يوم أو يومين. تتمثل الشكوى الأكثر شيوعًا في انعدام القدرة على التفكير بوضوح، على وجه الخصوص «ضعف الانتباه والتركيز، وضعف الذاكرة قصيرة الأمد، وانخفاض المهارات اللفظية والتفاعلية واختبار مجموعة متنوعة من حالات العجز المعرفي الخاصة بالأفراد».
تمثل حالات الصداع النصفي التالية للنشبة أحد أبرز الشكاوى الرئيسية وأكثرها شيوعًا بين الأفراد المصابين بالصرع، إذ توجد مجموعة متنوعة من المسببات الكامنة خلف تطور هذه الحالة من الصداع النصفي. يُعد ارتفاع الضغط داخل القحف الناجم عن الوذمة الدماغية التالية للنشبة أحد المسببات المحتملة. في بعض الحالات، قد يكون الفرد المصاب غير واع بحدوث النوبة، إذ يُعتبر الصداع النصفي الدليل المميز الوحيد على إصابته بالنوبة.
تحدث الأعراض الأخرى المرتبطة أيضًا بالحالة التالية للنشبة بشكل أقل شيوعًا. يمثل شلل تود النصفي حالة من الفقدان المناطقي المؤقت في الوظيفة في المنطقة المصابة بالنوبة، إذ تعتمد تظاهراته على موقع تطور النوبة. يمثل فقدان الوظيفة الحركية أبرز الأعراض وأكثرها شيوعًا وقد يتراوح من حالة الضعف إلى شلل كامل. اختبر ما يقارب 6% من مرضى النوبات التوترية الرمعية حالة من شلل تود النصفي بعد حدوث النوبة، مع فقدان الوظيفة الحركية المصحوب في بعض الأحيان بحالة مؤقتة من الخدر، أو فقدان البصر أو الفقدان السمع. قد يتسبب شلل تود النصفي أيضًا في تطور فقد الذاكرة التقدمي عندما تشمل النوبة الحصين ثنائي الجانب، بالإضافة إلى الإصابة بالحبسة في حال بدء النوبة داخل نصف الكرة المخية المهيمن على اللغة. عادة ما تستمر الأعراض ما يقارب 15 ساعة، لكنها قد تستمر حتى 36 ساعة.
يُعتبر الذهان التالي للنشبة إحدى العواقب العصبية النفسية لنوبات الصرع المزمن لدى البالغين. يميل الذهان التالي للنشبة إلى الحدوث في حالات الصرع ثنائي الجانب ويتميز بالهلوسات البصرية والسمعية، والأوهام، وجنون الارتياب، وتغيرات العاطفة والعدوانية. بعد زوال حالة الارتباك والخمول النمطية التالية للنشبة، يبدأ الفرد في التعافي تدريجيًا حتى الرجوع إلى الحالة اليقظة الطبيعية. لدى الأفراد الذين يختبرون الذهان التالي للنشبة، عادة ما تستمر هذه «الحالة اليقظة» لمدة لا تقل عن 6 ساعات (حتى أسبوع واحد) يتبعها حالة من الذهان الذي يستمر لفترة متراوحة من ساعة واحدة فقط إلى ما يزيد عن 3 أشهر (متوسط 9-10 أيام). يمكن معالجة الذهان نموذجيًا بواسطة المضادات غير النمطية للذهان والبنزوديازيبينات، وتساعد جراحة الصرع الناجحة أيضًا في التخلص من نوبات الذهان.
أبلغت التقارير أيضًا عن حدوث النشوة أو السعادة التالية للنشبة بعد النوبات. وُصفت هذه الحالة على أنها شعور كبير بالسعادة مرتبط بالخروج من حالة فقدان الذاكرة. قد يؤدي الشعور بالاكتئاب قبل النوبة إلى حدوث النشوة التالية للنشبة.
تظهر بعض الأعراض التالية للنشبة بشكل شبه دائم لمدة متراوحة من بضع ساعات إلى يوم أو يومين. لا تتسبب النوبات المصحوبة بالغيبة في تطور الحالة التالية للنشبة وقد تؤدي بعض أنواع النوبات الأخرى إلى حدوث حالات وجيزة تالية للنشبة. خلاف ذلك، قد يكون غياب الأعراض التالية للنشبة الاعتيادية، مثل الارتباك والخمول التالي للنوبات الاختلاجية، علامة على النوبات غير الصرعية. عوضًا عن ذلك، عادة ما تكون مثل هذه النوبات مرتبطة مع الإغماء أو نفسية المنشأ («نوبات نفسية غير صرعية»).
قد تبرز فائدة الحالة التالية للنشبة أيضًا في تحديد بؤرة النوبة. قد تنتج الذاكرة اللفظية (قصيرة الأمد) المتناقصة عن النوبة الناشئة في نصف الكرة المخية المهيمن، بينما تؤدي النوبات في نصف الكرة المخية غير المهيمن إلى تناقص الذاكرة البصرية. يشير انعدام القدرة على القراءة إلى توضع بؤرة النوبة في مناطق اللغة من نصف الكرة المخية الأيسر، و«بعد النوبة، تميل الأحداث شبه الإرادية مثل حركة مسح الأنف إلى الحدوث باستخدام اليد من نفس جانب بؤرة النوبة».